# ドライバーズアイ
『ドライバーズアイ』（Driver's Eyes）はナムコ（後のバンダイナムコアミューズメント）がリリースしたアーケードゲーム。1991年2月稼動開始。

## 概要
業務用システム基板「システム21」を使用した『ウイニングラン』（1989年2月）以来の流れを汲むフルポリゴンの3Dレースゲームで、コースマップやBGMが共通である『ウイニングラン'91』（1991年3月）とあわせて、シリーズ第3弾と言ってよいゲーム内容だが、画面内だけでなく、操作系にもリアルさ・臨場感を追求するため、筐体に多くの特徴を備えていた。
- 25インチ3画面マルチモニター

プレイヤーの視野を広くカバーし、ドライバーズシートからの視点を再現している。外観的にもインパクトが強く、大きな特徴となっている。
- クラッチ付きH型6速ミッション

本格的なマニュアルシフト（クラッチを踏まないと変速しづらい）を再現。高度なドライビングを体験できる。3画面と並ぶ、本作の目玉。
- F1コックピットを模した計器類

他のシリーズ作品では画面内に表示されていたメーター類（LEDデジタル表示の回転計・速度計およびレヴカウンター）が筐体コックピットに設置されており、さらに広い視界を確保している。
- アジャストシート

プレイヤーの体格に合わせ前後に調整可能。幅広い客層への対応を可能としている。
- フォーミュラカーのフォルムに近付けた外観

ほぼ実物大の大きさとリアルなデザインで衆目を集めた。カラーリングは、フェラーリ風の赤とウィリアムズ風の青・黄・白の2タイプがあり、設置店舗によっては、当時のF1スポンサーだった企業ロゴステッカー（パイオニア等）を貼り、よりリアル感を演出するロケーションも見られた。
当時のフライヤーでは、「リアルタイム3-D F-1シミュレーションゲーム」と銘打っていた。
通常店舗では複数台の設置が難しいことから、通信対戦には対応していないが、ナムコ・ワンダーエッグ内のゲームセンター「サイバーステーション」には、特殊仕様の4台通信型ドライバーズアイが設置され、大型モニターとスタッフの実況付きで対戦を楽しむことができた。

## ゲーム内容
オリジナルコースのナムコサーキットを舞台にレースを行う。最初に難易度（NOVICE / SUPER）とシフト方法（AUTOMATIC / MANUAL）を選択。スタート位置は難易度ごとに固定されている。規定時間内にコースを周回できればタイムエクステンドでレースが続行される。NOVICEでは3周、SUPERは4周するとゴール。優勝すればウイニングランを見ることができる。
- NOVICE（初級）

初心者向けのセッティングで、最高速は250km/hオーバー。15位でピットスタートし、コースを3周すればゴール。完走までに前走車を何台抜けるかを競う。
- SUPER（上級）

上級者向けで、最高速は300km/hオーバー。グリッドの最後尾、13位からのスタートで、他の車も同時にスタートする。コースを4周するとゴール。完走タイムが6位以内であれば、ネームエントリーができる。

## レースの詳細
スーパーを選択した際のゲーム（レース）展開としては、グリッドスタートの際、アクセルの微妙な操作が必要（シグナルが青になるまでクラッチペダル操作等は必要なし）であり、スタートシグナルが青になった瞬間、回転が高いとタイヤのホイルスピンが過多になったり、逆に低すぎるとグリップし過ぎて回転が極端に落ちたりしてしまう。
回転計がレッドゾーンより少し手前くらいで発進すると、ロケットスタートになり、前車を抜かすところまで行く勢いになり、その後、前車のスリップストリームに入りつつスピードを維持できれば、かなりの順位アップになり、トップに出ないように1〜2位の前車について行くよう（特にコーナー立ち上がりやストレート区間）にすれば、ファステストラップも記録しやすく、最終週の最終コーナー（ヘアピンほどではない右急カーブ）で1位の前車をオーバーテイクすれば、最終的に勝者となる可能性がある。
当時のゲームとしては、比較的レベルの高い操作をする自分以外（通信機能の対戦相手を除く）のコンピューターカー（敵車）が、同じかそれ以上という、本当にレースに参戦しているかのようなレースゲームは稀であり、1〜4位くらいの敵車はうっかりミスをすると隙をついて抜いてきた。
そのゲーム（レース）展開にもよるが、上位を走る車は、マクラーレンかフェラーリまたはウィリアムズ（いわゆる『3強』）、当時中嶋が在籍していたティレルがよくその位置に居た。
中〜下位は、レイトンハウスやラルース等が見られた。

## 効果音
本作ではレース中のBGMは無く、効果音のみが流れる。当時、ナムコのアーケードレースゲームでは、『ポールポジション』以来通例となっていた仕様だが、特に本作ではバックミラーが再現されなかったため、ステレオスピーカーによる効果音は後続車の位置を判断する手掛かりとして、より重要な要素となっていた。筺体のサイドポンツーン部分に収められたスピーカーからは、自然吸気V型10気筒に近い高域なサウンドが再現された。

## 音楽
ビデオゲーム グラフィティ VOL.8
（CD：VICL-8074 / 収録時間：44分52秒）
ビクターエンタテインメントより、1993年4月21日発売。『ドライバーズアイ』(『ウイニングラン'91』)のオリジナル音源が収録されている。

## その他
- このゲームがデビューした頃の1ゲームは300円と高額であったが、F1ブームも相まって当時かなりの行列ができたり、ひと目見ようと多くのギャラリーが筺体の前で囲むように見ていたりしていた。
- コインを入れる前のオープニング画面は、ヘルメットのバイザーを上げているゲルハルト・ベルガーの写真を加工したようなものであった。
- せっかくの本格的なマニュアルシフトだったが、コースがあまりテクニカルでないため出番はスタート時や最終コーナーより1つ手前の左ヘアピンカーブ（おおむね4速）に限られてしまった。
- エンジン回転をレッドゾーンまで回してもエンジンが壊れる等は無いが、走行中にクラッチペダルを踏むと空ぶかし状態になり、当然速度が落ちる等、リアルに再現されていた。

## 関連作品

### ユーノスロードスター・ドライビングシミュレーター
1989年秋にリリース。マツダ（株）との共同開発により作られたドライビングシミュレーターで、筐体内装には実車のパーツが用いられた。ナムコ初の3画面マルチモニター使用作品である。内容は『ウイニングラン』がベースになっており、コースや基本ルールも共通している。原則的にゲームセンターへの販売はされず、ユーノスディーラーにのみ限定的に設置された（埼玉プラボ川口店など、店舗への設置例もある）。
マツダとの連携は以降も続き、『シムロード』（1992年2月）や『リッジレーサー フルスケールバージョン』（1994年2月）では、ユーノスロードスターの車体そのものが筐体として使われた。

### 自動車教習用シミュレーター（DS-5000）
1990年6月リリース。三菱プレシジョン（株）との共同開発による自動車教習所向けのドライビングシミュレーター。メイン画面は上記ユーノスと同じ3画面構成だが、左右サイドミラーとバックミラーに小型モニターを使用し、合計6画面を用いた大がかりなシステムとなった。ソフトも教習用に「危機体験シミュレーター」として改修されている。
後継機種『DS-6000』（1996年12月）も引き続き二社共同で開発された。使用モニター数は3台。基板の性能と共に画質も向上し、バックミラー類は画面内に表示される仕様となった。同機種は『DS-6000TYPE II』へのバージョンアップを経て、2012年に沖電子による『DS-7000』が導入されるまで製造・販売された。

### ウイニングラン'91
1991年3月稼働。概要欄で述べた通り、『ドライバーズアイ』と同じコース・BGMを使用しているが、こちらは通信機能による対人レースを主眼とした作品である。

### リッジレーサー
1993年10月稼働。システム22基板の使用によって表現力が飛躍的に向上した3Dレースゲーム。筐体のバリエーションに3画面バージョン（1994年2月）がある。